# Sara, Duquesa de Iorque
Sara, Duquesa de Iorque (nome completo em inglês: Sarah Margaret Ferguson; Londres, 15 de outubro de 1959), é uma aristocrata, escritora e produtora britânica. De 1986 até 1996, foi a esposa do Príncipe André, Duque de Iorque, terceiro filho da Rainha Isabel II do Reino Unido e do Príncipe Filipe, Duque de Edimburgo.
Ela foi criada em Dummer, Hampshire, e frequentou o Queen's Secretarial College. Mais tarde, ela trabalhou para empresas de relações públicas em Londres, e depois para uma editora. Ferguson iniciou um relacionamento com o Príncipe André em 1985, e eles se casaram em 23 de julho de 1986 na Abadia de Westminster. O casal tem duas filhas, as princesas Beatriz e Eugénia. Seu casamento, a separação em 1992 e o divórcio em 1996, atraíram muita cobertura da mídia.
Tanto durante como depois de seu casamento, Sara esteve envolvida com várias instituições de caridade como patrona e porta-voz. Seu trabalho de caridade gira principalmente em torno da ajuda a pacientes com câncer e crianças. Ela tem sido a patrocinadora do Teenage Cancer Trust desde 1990 e fundou a Children in Crisis (Crianças em Crise). Nos anos após seu divórcio, Sara foi centro de escândalos que afetaram seu relacionamento com a família real, mas ela tem aparecido em vários eventos reais nos últimos anos. Ela é autora de vários livros para crianças e adultos e trabalhou como produtora de filmes e personalidades para TV.

## Infância e adolescência
Sara Margarida Ferguson (Sarah Margaret Ferguson) nasceu em 15 de outubro de 1959 no London Welbeck Hospital, em Londres. Ela é a segunda filha do Major Ronald Ferguson (1931–2003) e Susan Barrantes (nascida Wright; 1937–1998). Depois que os pais de Ferguson se divorciaram em 1974, sua mãe se casou com o jogador de pólo Héctor Barrantes em 1975 e se mudou para Trenque Lauquen nos pampas argentinos. Sara ficou na Dummer Down Farm de 480 acres (1,9 km2) em Dummer, Hampshire, a casa de seu pai desde os 8 anos de idade. O major Ferguson casou-se com Susan Deptford em 1976 e teve mais três filhos: Andrew, Alice e Elizabeth. Sara mencionou mais tarde que aos 12 anos, quando o casamento de seus pais começou a desmoronar, ela desenvolveu um distúrbio alimentar e "começou a comer demais por conforto". Conhecida informalmente como "Fergie", ela uma vez descreveu sua família como "nobres com um pouco de dinheiro antigo". Ela é descendente do rei Carlos II da Inglaterra através de três de seus filhos ilegítimos: Carlos Lennox, 1.º Duque de Richmond; Jaime Scott, 1.º Duque de Monmouth; e Anne Lennard, Condessa de Sussex.
Ferguson frequentou a Daneshill School, Stratfield Turgis. A equipe da escola a descreveu como uma "menina corajosa, borbulhante e extrovertida". Ela então frequentou a Hurst Lodge School em Ascot. Ela não brilhou academicamente, mas mostrou talento na natação e no tênis. Em uma idade jovem, ela desenvolveu um interesse em esqui e mais tarde trabalhou brevemente como uma garota de chalé. Depois de terminar um curso no Queen's Secretarial College aos dezoito anos, Ferguson foi trabalhar para uma galeria de arte. Mais tarde, ela trabalhou em duas empresas de relações públicas em Londres, e depois para uma editora. Durante sua juventude ela namorou Kim Smith-Bingham, um corretor da bolsa, e Paddy McNally, um gerente de automobilismo mais de 20 anos mais velho que ela.

## Casamento com Príncipe André

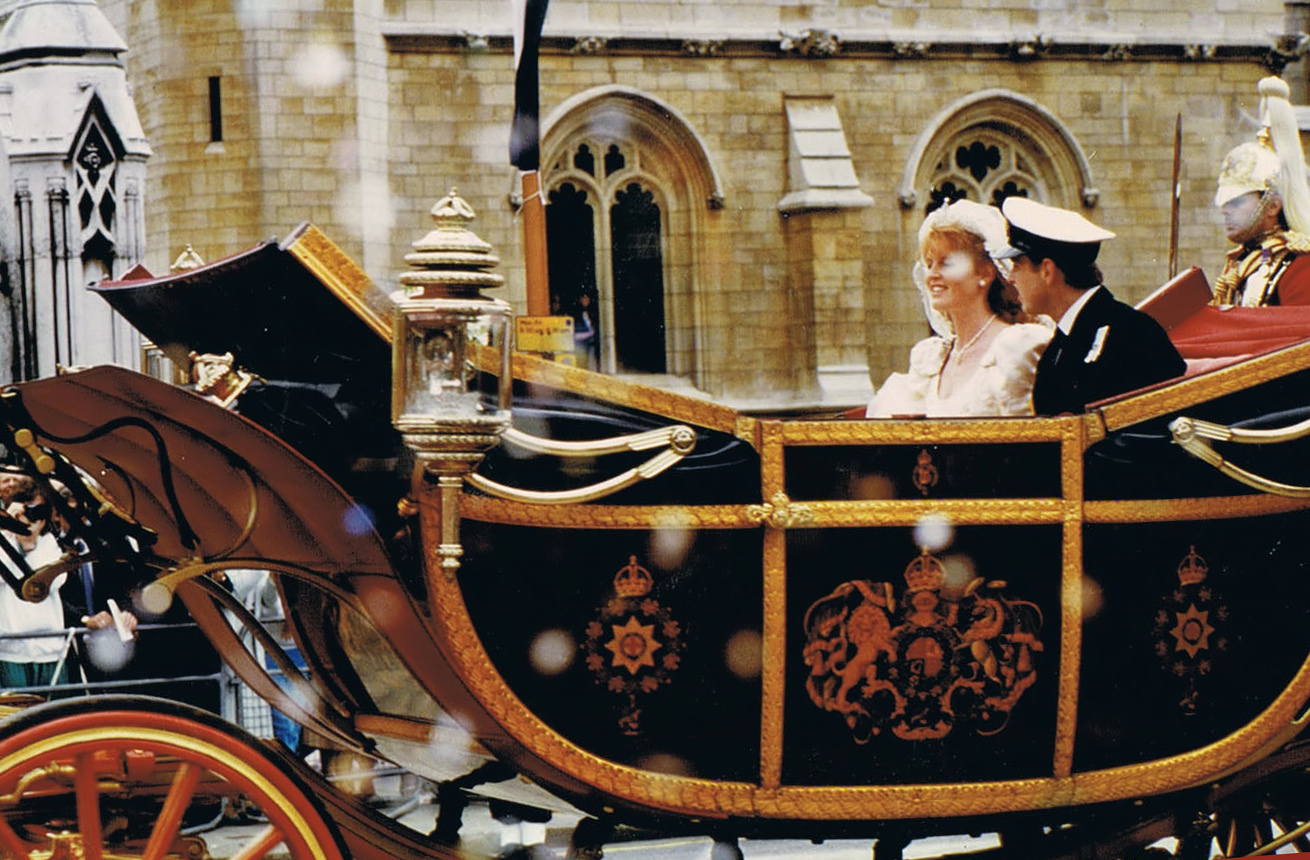
O Duque e a Duquesa de Iorque no dia de seu casamento.

O Príncipe André conhecia Ferguson desde a infância, e eles se encontraram ocasionalmente em partidas de pólo, e se reencontraram no Royal Ascot em 1985. Também antes de seu noivado, Ferguson acompanhou Diana, Princesa de Gales, durante sua viagem oficial ao navio HMS Brazen de André. Em 18 de março de 1986, os dois anunciaram o noivado. O próprio Príncipe André desenhou o anel de noivado para Sara. Consistia em dez diamantes em torno de um rubi birmanês. Ele escolheu o rubi birmanês para complementar o cabelo ruivo de Sara. Com seu espírito divertido e abordagem amigável, ela foi inicialmente considerada uma boa adição à família real.
Depois de obter o consentimento da Rainha, André e Sara se casaram na Abadia de Westminster em 23 de julho de 1986. A Rainha concedeu o título de Duque de Iorque para André e, como sua nova esposa, Sara assumiu automaticamente o status real e ducal do marido e tornou-se "Sua Alteza Real a Duquesa de Iorque". Como Duquesa de Iorque, Sara se juntou ao marido na realização de compromissos reais, incluindo visitas oficiais ao exterior.

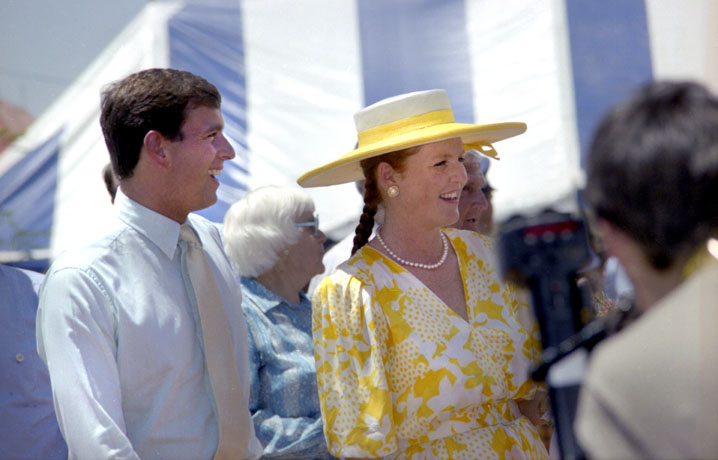
André e Sara em Townsville, 1988

O casal tornou-se pais em 8 de agosto de 1988, com o nascimento de sua filha, Beatriz. Sara sofria de pressão alta e retenção excessiva de água durante a gravidez. Em setembro, Sara se juntou ao marido na Austrália para uma visita oficial. Sua decisão de deixar sua filha recém-nascida em casa no Reino Unido enquanto ela estava em turnê pelo país trouxe críticas da imprensa e da mídia. Sua segunda criança, outra filha, Eugénia, nasceu em 23 de março de 1990 por cesariana.
Devido aos deveres reais e militares o príncipe, pouco estava com a Fergie, que afirmou estar com marido 40 dias por ano, especialmente em acontecimentos reais.
Durante seu casamento, a imprensa tablóide ridicularizou a Duquesa de Iorque depois que seu peso subir para 100 kg, rotulando-a de "Duquesa de Porco" e "Fergie Gorda". Sara mais tarde discutiu o efeito negativo das histórias da imprensa sobre seu peso em sua auto-estima e acrescentou que elas pioraram seu distúrbio alimentar.

### Separação e divórcio
Em agosto de 1992, o tabloide britânico Daily Mirror publicou em sua primeira página fotos clandestinas da duquesa tomando sol de topless, sentada ao lado de John Bryan, um financista americano. O escândalo, dada a promiscuidade das fotografias, que retratavam Sara em atitudes íntimas com o homem, definitivamente minou sua já rachada relação com a família real. Após quatro anos de separação, em maio de 1996, o Duque e a Duquesa de Iorque anunciaram o divórcio oficialmente.
Após o divórcio, oficializado em 30 de maio de 1996, e a elaboração de cartas patente, que regulam títulos reais em caso de anulação do casamento, Sara perdeu o estilo de Alteza Real e os títulos de seu marido, e assumiu seu nome atual, Sara, Duquesa de Iorque, juntamente com as honras devido a um membro da família real britânica. Como tal, Sara ainda participa de algumas cerimônias oficiais com suas filhas, particularmente aquelas relativas ao Duque de Iorque.

## Vida pessoal após divórcio

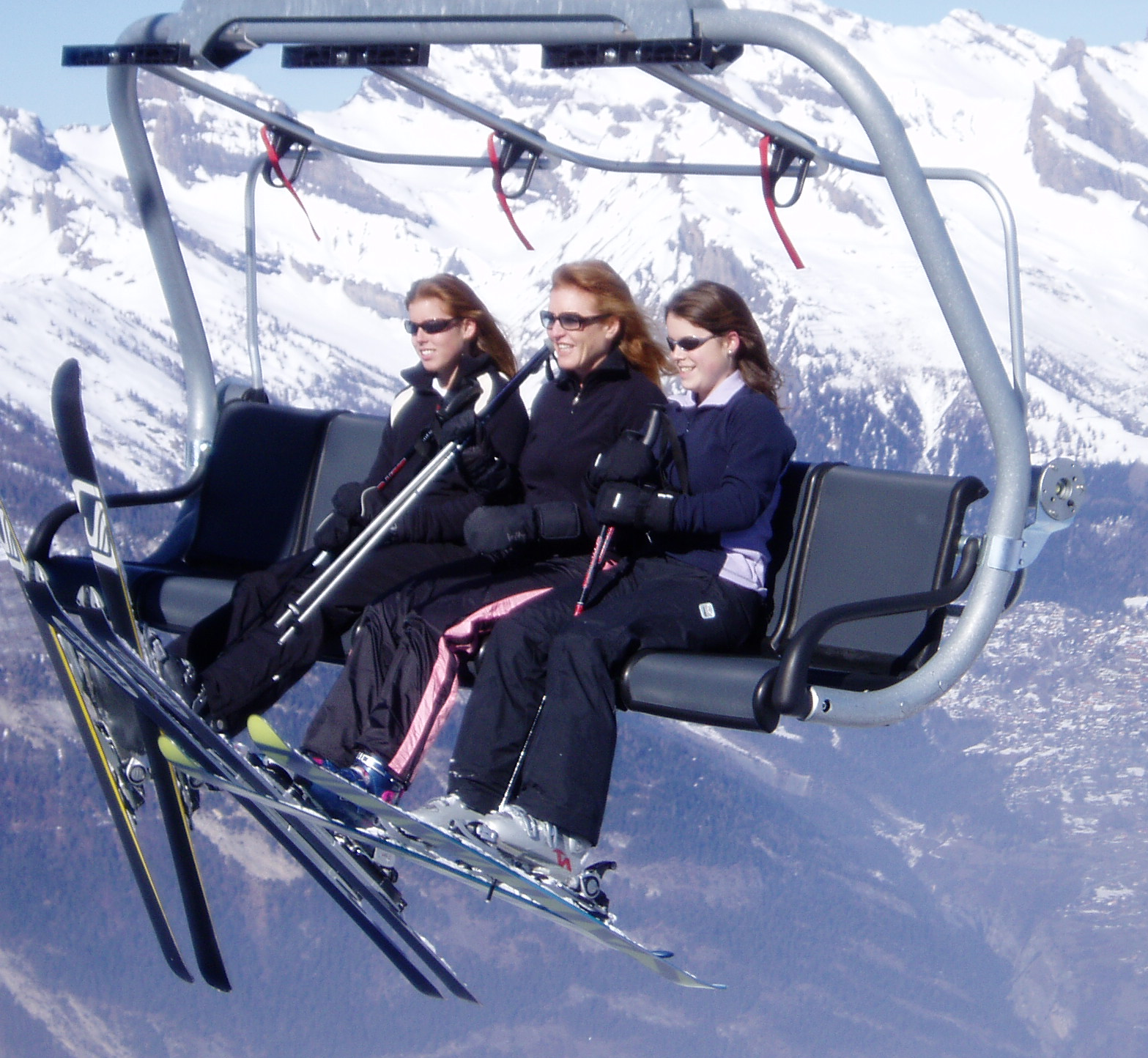
Sara com suas duas filhas numa estação de esqui em 2004

Não sendo mais parte da família real, alguns tabloides britânicos tornaram-se ainda mais críticos da extravagância e padrão de vida de Sara. A duquesa alegou ter recusado um acordo de divórcio substancial para permanecer em boas condições com a família real: seu apanágio, pago pela Rainha, inclui £ 350.000 em dinheiro e £ 500.000 para a compra de uma casa, ambos sem restrições. Além disso, Sara não foi forçada a assinar acordos de confidencialidade como cláusula de divórcio, o que permitiu que ela lucrasse com sua vida dentro da família real: ela recebeu mais de 2 milhões de libras para escrever sua primeira autobiografia. De 1997 a 2008, Sara foi porta-voz da Weight Watchers International e seus produtos de emagrecimento.
Apesar do divórcio, Sara continuou a dividir com seu ex-marido a casa da família, Sunninghill Park, em Berkshire. Em 2008, o duque mudou-se para a restaurada Royal Lodge, anteriormente a casa de sua avó, a Rainha Mãe, que residia lá até sua morte em 2002. Em 2007, a duquesa alugou a Dolphin House, tornando-se assim próxima de seu ex-marido. Em 2008, no entanto, um incêndio eclodiu na Dolphin House e forçou Sara a limpar o local e se mudar para a Royal Lodge com o Duque de Iorque. Continuam a participar em eventos juntos, e Sara considera que são o mais feliz casal divorciado que conhece.

### Problemas financeiros e judiciais
Em 2010, ela cedeu a um escândalo quando foi paga por um jornalista que queria entrar nas boas graças de seu ex-marido André. Segundo rumores, a duquesa teria dívidas de cerca de 6 milhões de euros. Esta notícia colocou a imagem da família real em direção à nação em risco e a Rainha Isabel II teve que discuti-la com o primeiro-ministro. Por causa deste e de outros escândalos, a duquesa foi considerada pela família real como uma pessoa indesejada na corte, e, portanto, banida. Por esta razão, ela não foi convidada para o casamento do Príncipe Guilherme, realizado em 29 de abril de 2011 em Londres. Ela foi readmitida no tribunal em 2018.
Após um documentário filmado em orfanatos turcos em 2008, a Turquia solicitou a extradição da Duquesa de Iorque para exergá-la por se apropriar ilegalmente de imagens e violar a privacidade de cinco crianças filmadas. O pedido foi rejeitado pelo Reino Unido em 13 de janeiro de 2012.
Em maio de 2020, foi relatado que André e Sara estavam em uma disputa legal sobre seu chalé suíço, pois não conseguiram pagar sua dívida de £ 5 milhões. Apesar das alegações de que a Rainha ajudaria a pagar a dívida, um porta-voz do Duque de Iorque confirmou que ela "não intervirá para liquidar a dívida". O The Times informou em setembro de 2021 que Sara e André chegaram a um acordo legal com o proprietário anterior da propriedade e venderiam a casa para pagar sua dívida.

## Obras de caridade
Desde seu casamento com o príncipe André, e continuando após o divórcio, Sarah esteve envolvida com várias instituições de caridade.
Em 1990, Sara tornou-se patrona do Teenage Cancer Trust. Desde então, Sara abriu a maioria das várias unidades de caridade, incluindo as do Middlesex Hospital, University College London, St James's University Hospital, Cardiff University Hospital e Royal Marsden Hospital. Sara começou seu trabalho com pessoas que sofriam de doenças do neurônio motor na década de 1990. Na qualidade de patrona da Motor Neurone Disease Association, ela promoveu campanhas de arrecadação de fundos para pesquisas sobre a doença e mais tarde se tornou presidente da International Alliance for ALS. Para ajudar e apoiar as pessoas afetadas pelo uso indevido de drogas, ela participou de sessões de terapia no Centro de Dependência Química e mais tarde tornou-se sua patrona. Em 1993, Sara fundou a Children in Crisis, uma instituição de caridade para crianças focada em educação e doações para programas internacionais. Sarah serve como fundadora e presidente vitalícia. Ela fundou a instituição de caridade depois de conhecer uma jovem vítima de câncer chamada Anya durante sua visita à Polônia em 1992. Em junho de 1998, Sarah fez uma breve viagem a Bethesda para receber um prêmio do Journal of Women's Health. Ela também visitou o National Institutes of Health (NIH) Clinical Center. A diretora associada de comunicações do NIH disse: "A duquesa tem muitas oportunidades de conversar com mulheres pela televisão, em palestras e entrevistas na mídia" e estava interessada "em aprender com os cientistas do NIH quais as principais mensagens de saúde que ela deve transmitir às mulheres, com base na pesquisa realizada através do NIH."

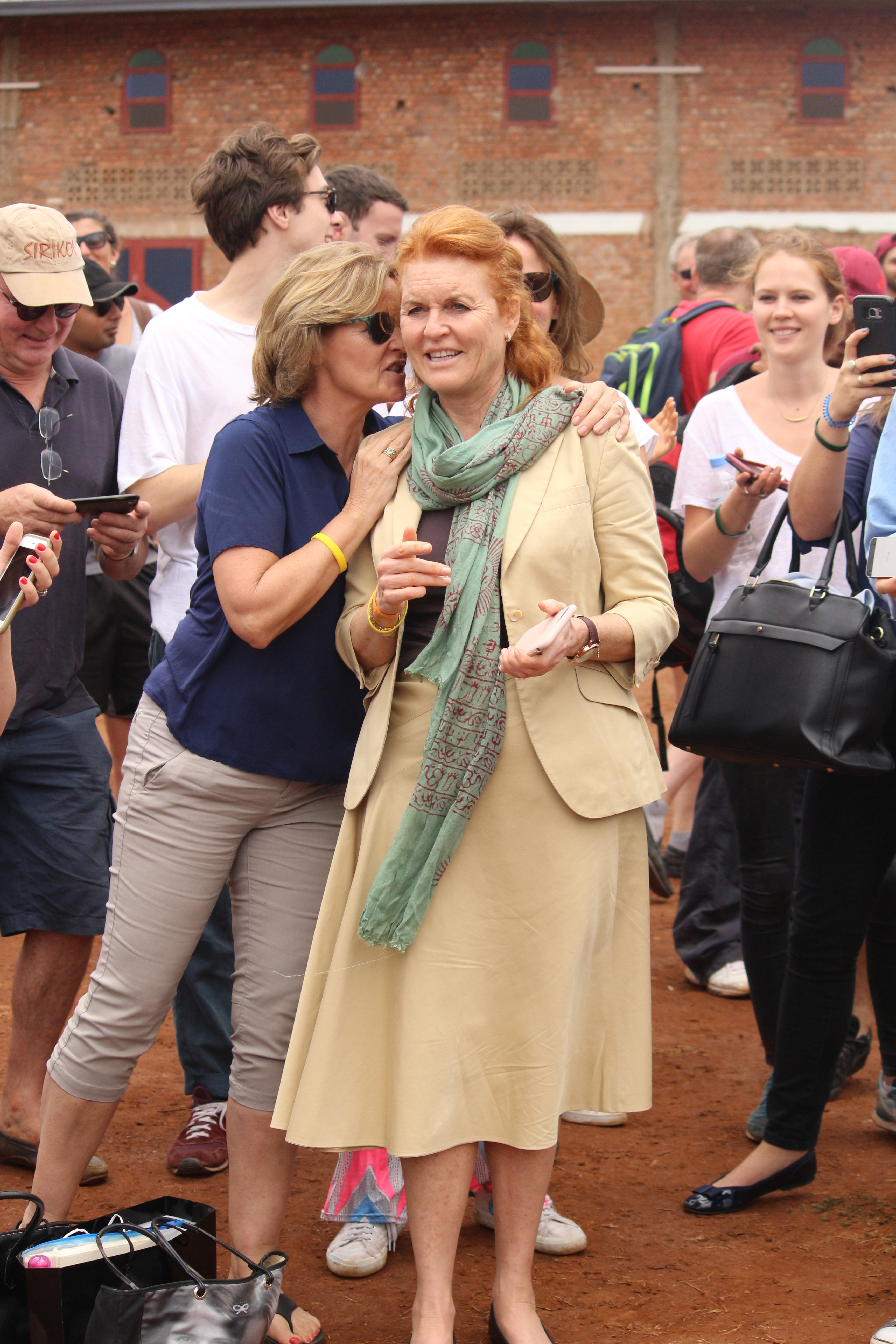
Sarah Ferguson em Ruanda durante o lançamento do Gahanga Cricket Stadium, 2017.

Em 2006, Sarah estabeleceu a The Sarah Ferguson Foundation com sede em Toronto, que obtém fundos do trabalho comercial de Sarah e doações privadas com o objetivo de apoiar instituições de caridade internacionalmente que atendem crianças e famílias em extrema necessidade. Incluído sob esta organização guarda-chuva está seu patrocínio e apoio a várias instituições de caridade britânicas, incluindo a Mental Disability Rights International, a African-Caribbean Leukemia Trust, a Tommy's, a Motor Neurone Disease Association e a CARE International. Em 2009, foi relatado que, apesar de sua renda de £ 250.000 em 18 meses, a fundação gastou apenas £ 14.200 em doações, £ 6.300 dos quais foram doados para o braço de caridade de uma reserva de caça privada sul-africana de propriedade de Sir Richard Branson, um amigo de Sara. Após o relatório, a fundação divulgou uma lista que mostrava que eles gastaram cerca de US$ 400.000 em doações em 2008. Em 2013, Sara, junto com seu ex-marido, o Duque de Iorque e suas filhas, as princesas Beatriz e Eugénia, fundaram a Key To Freedom, uma estrutura de negócios para mulheres em situação de vulnerabilidade na Índia que podem vender seus produtos através da varejista britânica Topshop. Em 2014, Sara foi nomeada embaixadora do Institute of Global Health Innovation no Imperial College London.
No 25º aniversário da fundação da Children in Crisis em 2018, Sara disse que trabalhar com essa instituição de caridade "deu a ela um senso de perspectiva e propósito durante tempos difíceis". Sarah fundiu sua fundação de caridade com a Street Child, uma organização dirigida por Tom Dannatt em Bangladesh, Afeganistão e Serra Leoa, da qual Sara se tornou patrona, e suas filhas, Beatriz e Eugénia, são as embaixadoras. Em junho de 2020, Sara lançou sua nova fundação de caridade chamada Sarah's Trust. A instituição de caridade forneceu ajuda ao NHS, casa de repouso e equipe de cuidados paliativos, entregando mais de 150.000 itens, incluindo alimentos, máscaras, batas e produtos de higiene pessoal. Organizações como Under One Sky e NOAH Enterprise ajudaram a fundação doando sacos de dormir para moradores de rua no Reino Unido. Fundamentos e suprimentos também foram enviados para Gana.

## Trabalhos no cinema e televisão
Em 2000, Sara co-produziu e atuou como apresentadora em um documentário para o canal de televisão BBC chamado In Search of the Spirit. Em setembro de 2003, foi anunciado que ela se tornaria uma colaboradora regular e co-apresentadora do programa de estilo de vida da BBC Radio 2, Steve Wright. Em maio de 2004, Sara apresentou uma produção de onze minutos no DVD Peter Pan da Universal, intitulado The Legacy of Pan. Cinco meses depois, a Walt Disney Feature Animation lançou um DVD especial The Cat That Looked at a King, com a voz de Sara no papel da Rainha;[carece de fontes?] a história é derivada dos livros de Mary Poppins de P. L. Travers.
Sara teve um papel de produção (creditado como "Sarah Ferguson") no filme de Jean-Marc Vallée de 2009 The Young Victoria, estrelado por Emily Blunt e apresentou um papel de fundo para a filha de Sara, a princesa Beatriz. Foi Sara quem concebeu a ideia de um filme baseado nos primeiros anos da Rainha Vitória. Desde seu casamento com o príncipe André, ela se interessou pela rainha e escreveu dois livros sobre ela com a ajuda de um historiador. O relacionamento Vitória-Alberto em particular a atraiu para a história da rainha, pois ela acreditava que havia paralelos entre o casamento deles e o dela com o príncipe André, já que ambos "lutaram por seu amor" em meio ao escrutínio público. Sara teve o papel principal em uma minissérie na Oprah Winfrey Network, intitulada Finding Sarah, que estreou em junho de 2011. Ela falou sobre suas lutas pela vida e questões financeiras no programa.
Em 2019, Sarah disse que estava produzindo um documentário de TV sobre a mãe do Príncipe Alberto, a princesa Luísa de Saxe-Gota-Altenburg. O documentário se concentrará em sua vida, particularmente sua separação de seu marido Ernesto I, Duque de Saxe-Coburgo-Gota. Em abril de 2020, Sara lançou uma nova série em seu canal do YouTube, chamada Storytime with Fergie and Friends, na qual ela e vários autores, incluindo Nanette Newman e Imogen Edwards-Jones, lêem histórias para crianças em suas casas durante os bloqueios devidos à pandemia de COVID-19. De março a julho de 2021, o mesmo canal exibiu 10 episódios curtos de Little Red News com personagens da série de livros de Ferguson, Little Red.

## Como escritora
Autora do romance “Onde Me Leva o Coração” lançado em Portugal em junho de 2022. Trata-se de um romance passado no século XIX.

## Títulos e Estilos
- 1959-1986: Srt.ª Sara Ferguson

Monograma de Sara, Duquesa de Iorque

- 1986-1996: Sua Alteza Real A Duquesa de Iorque
- 1996-presente: Sara, Duquesa de York

Em 21 de agosto de 1996, cartas-patente declararam que ex-esposas de príncipes britânicos, exceto viúvas que não se casaram novamente, não tinham direito ao estilo de "Sua Alteza Real". Enquanto isso, as divorciadas (como duquesas) não podem "reivindicar os privilégios ou status do título que derivam de seus ex-maridos", mas podem continuar a usar o título do ex-marido. A Casa Real refere-se a Sara como "Sara, Duquesa de Iorque", mas em pelo menos duas ocasiões (os anúncios dos noivados de suas filhas), ela foi referida junto com seu ex-marido como "Duque e Duquesa de Iorque".

### Brasões
|  |  |

## Livros
- The Royal Switch, pela Duquesa de Iorque (Delacourt Press, 1996) ISBN 0-385-32177-5
- Bright Lights, pela Duquesa de Iorque (Delacourt Press, 1996) ISBN 0-385-32178-3
  - 1989, Budgie the Little Helicopter[55]
  - 1989, Budgie at Bendick's Point[56]
  - 1991, Budgie and the Blizzard[57]
  - 1992, The Adventures of Budgie[58]
  - 1993, Budgie Goes to Sea[59]
  - 1996, Budgie's Book of Colors[60]
  - 1996, Budgie and Pippa Count to Ten![61]
- 1995, Travels with Queen Victoria[62]
- 1996, My Story (autobiografia)[63]
  - 1997, The Royal Switch[64]
  - 1997, Bright Lights[65]
  - 1998, Dining with The Duchess[66]
  - 1999, Dieting with The Duchess[67]
  - 2000, Win the Weight Game[68]
  - 2001, Reinventing Yourself[69]
  - 2002, Energy Breakthrough[70]
- 2003, What I Know Now: Simple Lessons Learned the Hard Way[71]
- 2003, Reflections. An accomplished amateur photographer, The Duchess published a collection of images in an art book, sold only in Britain, with all proceeds benefiting her UK-based charity, Children in Crisis.
- 2003, Little Red[72]
- 2004, Little Red’s Christmas Story[73]
- 2006, Little Red’s Summer Adventure[74]
- 2008, Tea for Ruby